# Rymel Watts Lymer
Rymel Watts Lymer, britanski general, * 1909, † 8. oktober 1972.